# پسر (فیلم ۱۹۹۶)
پسر (به انگلیسی: Guy) فیلمی محصول سال ۱۹۹۶ و به کارگردانی مایکل لیندزی-هاگ است. در این فیلم بازیگرانی همچون هوپ دیویس، وینسنت دن آفریو، سندی مارتین، مایکل ماسی و ریچارد پورتنو ایفای نقش کرده‌اند.